# 셰리다 스피처
셰리다 스피처(네덜란드어: Sherida Spitse, 1990년 5월 29일 ~ )는 네덜란드의 여자 축구 선수이다. 포지션은 미드필더이며, 현재 노르웨이 톱세리엔의 볼레렝아 포트발 다메르 소속이다.

## 클럽 경력
스피처는 VV 스네이크에서 선수 생활을 시작했으며 2007년에 에레디비시 프라우언 출범과 함께 SC 헤이렌베인 프라우언에 합류했다. 헤이렌베인 소속으로 뛰는 동안에 리그 100경기에 출전하여 13골을 기록했고 2012년에 베네리그 출범과 함께 FC 트벤터 프라우언으로 이적했다. 트벤터는 2012-13, 2013-14 베네리그 시즌에서 연달아 우승을 차지했고 스피처는 2012-13 시즌에서 최다 득점자에 오르게 된다.
2014년 1월에는 노르웨이 톱세리엔 소속 클럽인 LSK 크빈네르 FK로 이적했는데 LSK 크빈네르는 2014, 2015, 2016 시즌에서 톱세리엔과 노르웨이 여자컵에서 동시 우승을 차지하게 된다. 2016년 12월 19일에는 에레디비시 프라우언 소속 클럽인 FC 트벤터로 복귀했고 2017년 12월 27일에는 노르웨이 톱세리엔 소속 클럽인 볼레렝아 포트발 다메르로 이적하게 된다.

## 국가대표 경력
스피처는 16세 시절이던 2006년 8월 31일에 열린 잉글랜드와의 2007년 FIFA 여자 월드컵 유럽 지역 예선에 처음 출전했는데 네덜란드는 잉글랜드에 0-4로 패배했다. 핀란드에서 개최된 UEFA 여자 유로 2009에서는 네덜란드의 준결승전 진출을 견인했고 스웨덴에서 개최된 UEFA 여자 유로 2013에도 참가했다.
2015년 2월 7일에 열린 태국과의 경기에 출전하면서 국가대표팀 100경기 출전 기록을 수립했고 캐나다에서 개최된 2015년 FIFA 여자 월드컵에 참가했다. 2017년 1월에 열린 루마니아와의 경기에 출전하면서 국가대표팀 125경기 출전 기록을 수립했다. 네덜란드에서 개최된 UEFA 여자 유로 2017에서는 네덜란드의 우승에 기여했고 대회 올스타 팀에 선정되는 영예를 안았다.

## 사생활
스피처는 2017년 4월에 자신의 여자친구인 욜린 판 데르 타윈(Jolien van der Tuin)과의 사이에서 첫 자녀를 출산했다.

## 수상

### 클럽
FC 트벤터
- 베네리그 2회 우승 (2012-13, 2013-14)
- 에레디비시 프라우언 2회 우승 (2012-13, 2013-14)

LSK 크빈네르
- 톱세리엔 3회 우승 (2014, 2015, 2016)
- 노르웨이 여자컵 3회 우승 (2014, 2015, 2016)

### 국가대표
- UEFA 여자 유로 2017 우승
- 2019년 FIFA 여자 월드컵 준우승